# Confessions Tour
Confessions Tour fue la séptima gira de conciertos realizada por la cantautora estadounidense Madonna, en apoyo de su décimo álbum de estudio, Confessions on a Dance Floor. Madonna confirmó la posibilidad de embarcarse en una gira en noviembre de 2005. Jamie King, antiguo colaborador de Madonna, fue contratado para dirigir la misma. La lista de canciones estaba conformada principalmente por temas del nuevo álbum; los ensayos comenzaron en 2006. Al igual que con muchas de sus giras anteriores, Confessions Tour no fue a Australia, lo que impulsó a Madonna a lanzar una declaración de disculpa en su página web. También se esperaba que en noviembre de ese mismo año Madonna visitara México cosa que no sucedió.
El concierto se dividió en cuatro partes: Ecuestre, Espiritual, Glam-Punk y Disco. El primer segmento contenía temáticas sobre caballos y espectáculos bondage, mientras que el siguiente mostraba varios mensajes sobre entonces temas de actualidad en el mundo; el tercer segmento, mostraba a Madonna tocando una guitarra eléctrica y una acústica interactuando con los fanáticos y finalmente, el último segmento, consistía en varias rutinas de bailes basadas de los setenta. La gira consiguió la apreciación positiva de varios críticos contemporáneos y tuvo un gran éxito comercial. Las entradas se agotaron por completo tan pronto como las fechas y lugares para la gira se dieron a conocer, lo que llevó a los organizadores a agregar más fechas en ciudades como Londres, Nueva York, Chicago, París, Los Ángeles y Moscú. Después de su final, Confessions Tour fue nombrada como «la gira con mayor recaudación de la historia realizada por una artista femenina», ganando más de US$194,7 millones a partir de 60 espectáculos con más de 1,2 millones espectadores. También fue la gira con mayor recaudación monetaria por concierto según el libro Guinness de los récords de 2007.
Durante la actuación de Madonna en «Live to Tell», se mostraba a la cantante colgada en una gigantesca cruz de espejos con una corona de espinas, esta presentación fue recibida con una fuerte reacción negativa por parte de los grupos religiosos. La interpretación realizada en el Estadio Olímpico de Roma fue condenada como un acto de hostilidad hacia la Iglesia católica por los líderes religiosos. Madonna respondió diciendo que su intención principal con la actuación fue para llamar la atención hacia millones de niños que mueren en África por el hambre y la pobreza. La gira fue grabada y transmitida por canales como NBC en los Estados Unidos y Channel 4 en el Reino Unido. Una grabación de DVD+CD titulada The Confessions Tour también fue lanzada.

## Antecedentes

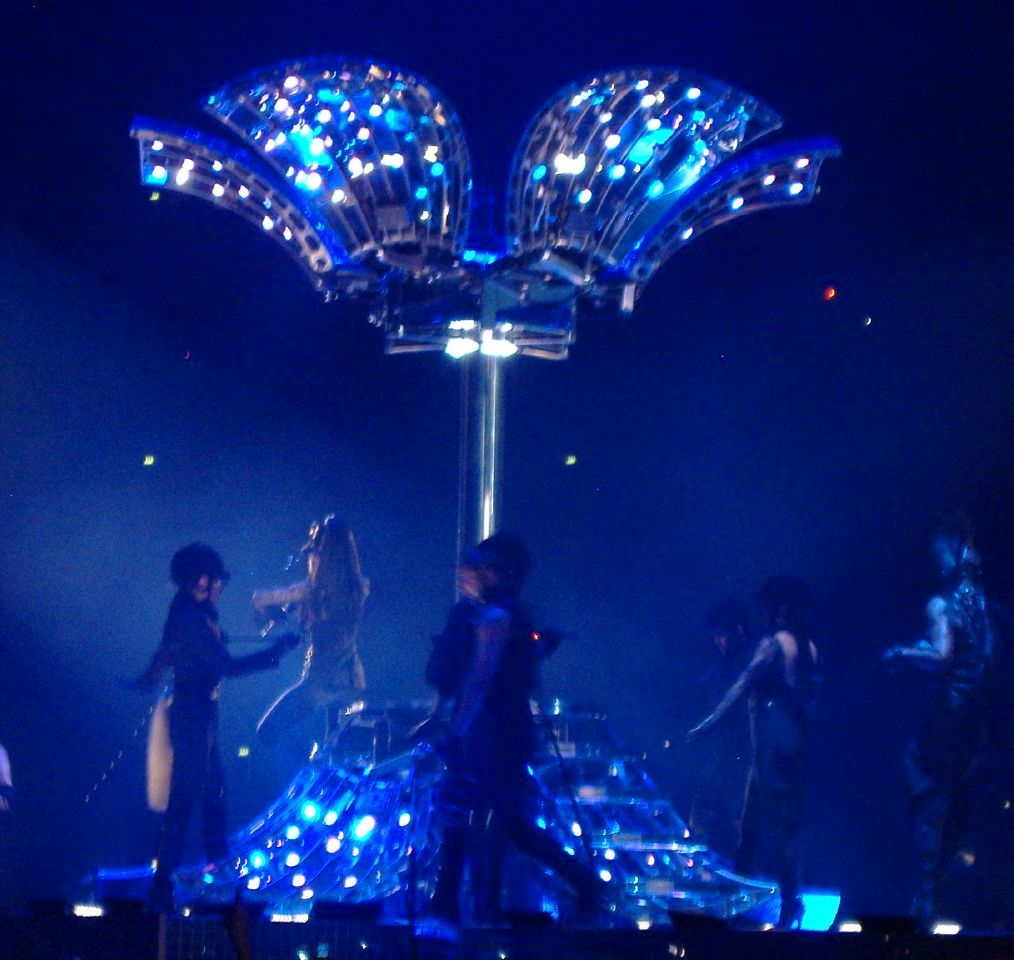
Madonna saliendo de una bola de discoteca, durante la interpretación de «Future Lovers / I Feel Love».

En noviembre de 2005, durante una entrevista con The Guardian, Madonna confirmó que iba a salir de gira en 2006 y dijo que podría llamarla Confessions Tour —en español La gira de las confesiones— o Confess Your Sins Tour —en español la gira para confesar tus pecados—. Jamie King fue contratado como el próximo director de la gira. Durante una entrevista con MTV en febrero de 2006, Madonna explicó que quería tocar por primera vez en lugares pequeños como el Roseland Ballroom en Nueva York o el Teatro Wiltern de Los Ángeles, y luego salir a tocar en estadios y arenas. De esta forma se deduce que ella le gusta experimentar nuevas cosas durante sus actuaciones. Jamie aclaró,

«Un típico espectáculo de Madonna es muy producido, [...] A ella le gustan las cosas grandes, le gusta las cosas de teatro, pero esta vez, siendo que Confessions on a Dance Floor es un álbum íntimo, queremos tratar de hacer que la gente tenga una relación íntima, una conexión, así como una gran experiencia teatral producida así que míranos haciendo algunos lugares pequeños, algunos lugares más pequeños [...] me gustaría ponerla tan cerca de su gente -sus fans, sus bailarines, sus compañeros- como sea posible,»

Jamie también confirmó que la lista de canciones establecida para la gira consistía principalmente de los temas del álbum en apoyo, mezclado con algunos de los viejos éxitos de Madonna. Algunos de los bailarines de los videos musicales de «Hung Up» y «Sorry», —ambos sencillos de Confessions on a Dance Floor— fueron contratados para actuar y bailar en la gira. En marzo de 2006, Madonna junto con su entonces marido, Guy Ritchie, y sus hijos se mudaron a Los Ángeles para comenzar a ensayar las rutinas de la gira. En el verano de 2006, el representante de Madonna, Guy Oseary, anunció que las fechas de su etapa australiana de la gira habían sido retiradas. su sitio web oficial publicó la siguiente declaración:

To my fans in Australia,

Please forgive me. I really did hope and expect to come to Australia during the Confessions Tour and asked my managers to try to include some shows there. I have fond memories from previous tours. Unfortunately, the logistics just didn't work out this time around. We looked into going from Japan to Australia and ending the show there but I have to get my kids back into school in England and they are, as you can understand, my most important priority. The important thing to remember is that I'm not retiring anytime soon and I am gonna get to Australia as soon as I can. You remain in my heart and Thank you for your continued love & support.

Love,
Para mis fans en Australia,
Por favor, perdónenme. Yo realmente tenía la esperanza y la espera para ir a Australia durante el Confessions Tour, y pedí a mis gerentes incluir algunos conciertos allí. Tengo buenos recuerdos de giras anteriores. Por desgracia, la logística simplemente no funcionó esta vez. Estabamos planeando ir de Japón hacia Australia y terminar la gira allí, pero tengo que llevar a mis hijos a la escuela en Inglaterra y ellos son, como podrán entender, mi prioridad más importante. Lo importante a recordar es que no jubilaré pronto, y voy a llegar a Australia tan pronto como me sea posible. Ustedes permanecerán en mi corazón y Gracias por su continuo amor y apoyo.

Con amor,
Madonna

## Desarrollo
El escenario y los apoyos correspondientes tomaron veinticuatro camiones de semirremolque para el transporte. La instalación consistía en un escenario principal con tres ascensores y una plataforma giratoria —que subía y bajaba—, una pista central con luces LED y una luz estroboscópica conectada al escenario central con una pantalla LED como pista de baile y un ascensor. Las dos pistas secundarias que se levantan hacia las gradas, también tenían pantallas de visión dentro del escenario. Dos pantallas de proyección se elevan por encima de la audiencia, por los que aquellos que no pudieron obtener una visión clara del espectáculo podían ver los resultados. También se presentaron tres pantallas LED que se movían durante la actuación, incluyendo una pantalla semicircular transparente que bajaba al escenario durante los interludios de video.
Entre los diversos accesorios presentes se encontraba una bola de discoteca asegurado en un valor de $2 000 000 dólares adornada con cristales Swarovski, llevándolo a un peso de dos toneladas. La bola de disco bajaba hacia el escenario en medio de la pista de baile durante la apertura del número, luego se abría para revelar a Madonna. La bola contenía una tubería hidráulica para mantenerla abierta, dos juegos de escaleras, y cientos de luces LED. Otros de los apoyos incluidos eran el caballo giratorio utilizado durante «Like a Virgin», una enorme variedad de vallas metálicas y equipamiento gimnástico utilizados en «Jump», una jaula de acero utilizada durante «Isaac» y «Sorry», y el equipo de sonido utilizado en «Hung Up». El cartel promocional de la gira contaba con una de las fotografías de Madonna tomadas por Steven Klein en las actuaciones en el club G-A-Y de Londres, como parte de una gira promocional del álbum.

## Comentarios de la crítica
Confessions Tour ha recibido comentarios positivos de los críticos. Steve Baltin de la revista Rolling Stone escribió: «Madonna ha desempeñado muchos papeles en la primera noche de su gira Confessions -, pero el confesor no era uno de ellos al parecer, con todo el estruendo y circunstancia, no había lugar para el calor, o incluso la actitud que hizo que su actuación tan memorable en el festival de Coachella». Don Chareunsy de The San Diego Union-Tribune comentó que las giras anteriores de Madonna, Drowned World Tour (2001) y Re-Invention World Tour (2004), «eran excelentes conciertos... pero ella dio un paso por encima de algunas muescas» para Confessions Tour. Ben Wener de The Orange County Register informó de que «Nadie -pero nadie- había desarrollado un escenario tan bien elaborado como Madonna lo había hecho, el cual fue inaugurado el domingo por la noche en un foro tan sofocante que parecía como si se estuviera preparado para la más grande de la sesión de Bikram en el mundo del yoga». Lina Das de Daily Mail felicito a la gira, diciendo que Madonna todavía tenía la capacidad de acaparar a los titulares con sus tácticas de golpes. Thomas Inskeep de la revista Stylus felicitó al final de la gira diciendo: «No hubo una mejor manera para que Confessions Tour haya cerrado». Tom Young, de la BBC calificó el espectáculo diciendo «una gran luz de neón en una explosión de pop-dance es una fiesta en marcha, y si no estaban allí, en primer lugar, no estás invitado, silbidos y gritos rara vez se dejan y las ondas aplausos en todo el foro en éxtasis regulares para un primer consistentemente, artista intérprete o ejecutante de cualquier clase es casi suficiente para hacer que aquellos que no estaban estén celosos».
Jim Harrington de ANG Newspaper comentó que los fanáticos eran «ciertamente felices» con la gira, sin embargo, Terry Armour del Chicago Tribune señaló en un informe de The Arizona Republic que los fanáticos estaban «acalorados y molestos» por las solicitudes aire acondicionado en los conciertos en varios recintos. También se informó que el resultado de esto se debió a que Madonna quería preservar su voz. En un artículo, se dijo que las preocupaciones de aire acondicionado «no son nada nuevo en el negocio del entretenimiento» en la que los problemas de voz «pueden costar millones de ingresos perdidos en artistas, intérpretes o bandas». Otra historia dice que Madonna no le gusta el aire acondicionado durante su actuación porque se le seca la garganta. Ed González de Slant Magazine afirmó que la gira fue un recordatorio «de que la música de Madonna no tiene que estar motivada por el sexo o la política para ser buena, siempre muestra un poquito de su corazón y su alma. [...] Su Confessions Tour, aunque es irregular y comprometido, pero a menudo impresionante, es una especie de golpe de estado después de su feroz pero sombrío Drowned World Tour y la agresión aguda de Re-Invention Tour». Bill Lamb de About.com señaló que «los puntos más altos de Confessions Tour son demostrar que una combinación de grandes canciones, puesta en una fascinante y coreografiada escena ha logrado siempre equivaler a una experiencia de un buen concierto». Christian John Wikane de PopMatters comentó que «hasta el más rabioso anti-Madonna escucha música o el más cínico amante encuentran elementos impresionantes de Confessions Tour».

### Reacción durante la presentación de «Live to Tell»

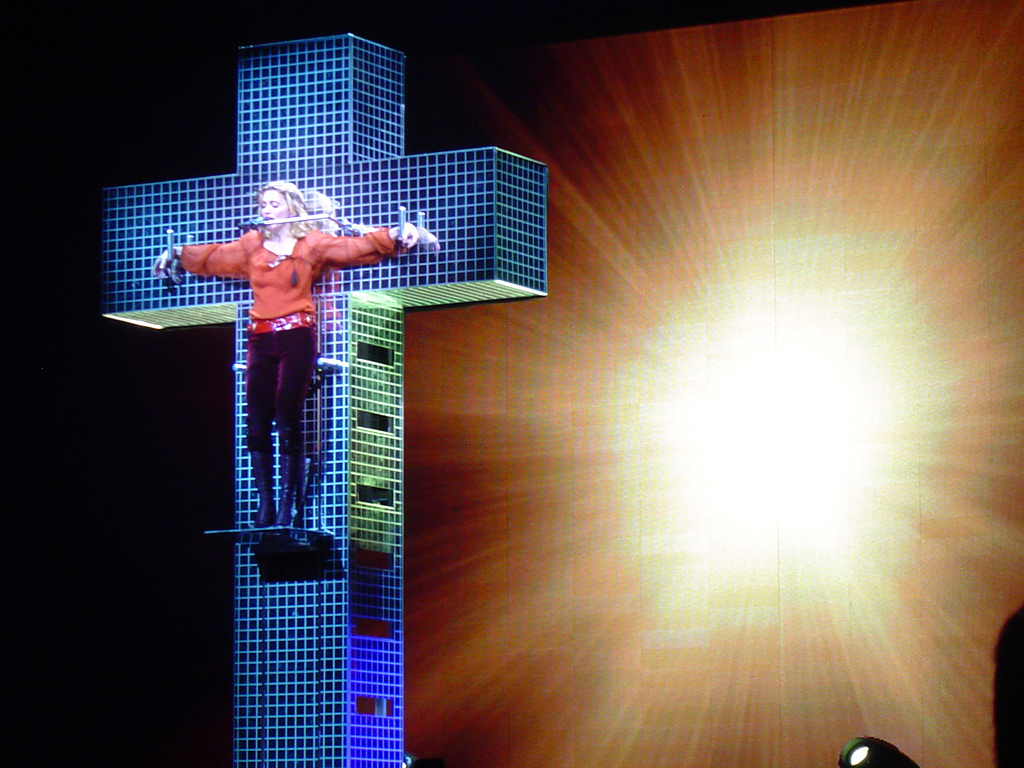
Madonna colgando en una cruz durante la interpretación de «Live to Tell». La actuación tuvo fuertes reacciones y varias críticas calificándolo como anticristo.

La actuación de Madonna de «Live to Tell» tuvo una fuerte reacción de parte de los grupos religiosos. Durante la interpretación se ve a Madonna levantada del piso, colgada en una cruz con espejos vestida con una blusa roja y pantalón de terciopelo, con una corona de espinas en la cabeza. Durante la presentación, el número 12 000 000 brillaba por encima de ella en las pantallas de fondo del escenario, junto con imágenes de niños africanos. Este es el número de niños que han quedado huérfanos por la pandemia del SIDA en África.
Fiscales alemanes en Düsseldorf amenazaron a Madonna con entablar una demanda por blasfemia, y la obispa protestante Margot Käßmann, dijo que «tal vez es la única manera de una superestrella en envejecimiento para poder atraer la atención en intento de ofender los sentimientos religiosos de los pueblos». La Iglesia Ortodoxa Rusa y la Federación de Comunidades Judías de Rusia describieron la actuación de Madonna como amoral, e cito a todos los miembros a boicotear en su próximo concierto en Moscú. La actuación en el Estadio Olímpico de Roma, situada cerca del Vaticano, fue condenada como un acto de hostilidad hacia la Iglesia católica por los líderes religiosos. El cardenal italiano Ersilio Tonini llamó al concierto como «un desafío blasfemo a la fe» y una «profanación de la cruz», también pide a Madonna ser excomulgada. El reverendo Manfredo Leone lo describió como «una falta de respeto, de mal gusto y poco provocativo».
Los líderes musulmanes y judíos también criticaron la presentación. Mario Scialoja, jefe de la Liga Musulmana de Italia comentó: «Creo que su idea es de pésimo gusto y que haría mejor ir a casa». Riccardo Pacifici, portavoz de la comunidad judía de Roma, dijo: «Es un acto irrespetuoso, y hacerlo en Roma es aún peor». Madonna emitió una declaración acerca de la controversia:

«I am very grateful that my show was so well received all over the world. But there seems to be many misinterpretations about my appearance on the cross and I wanted to explain it myself once and for all.

There is a segment in my show where three of my dancers 'confess' or share harrowing experiences from their childhood that they ultimately overcame. My 'confession' follows and takes place on a Crucifix that I ultimately come down from. This is not a mocking of the church. It is no different than a person wearing a Cross or 'Taking Up the Cross' as it says in the Bible. My performance is neither anti-Christian, sacrilegious or blasphemous. Rather, it is my plea to the audience to encourage mankind to help one another and to see the world as a unified whole. I believe in my heart that if Jesus were alive today he would be doing the same thing.

My specific intent is to bring attention to the millions of children in Africa who are dying every day, and are living without care, without medicine and without hope. I am asking people to open their hearts and minds to get involved in whatever way they can. The song ends with a quote from the Bible's Book of Matthew: 'For I was hungry and you gave me food. I was naked and you gave me clothing. I was sick and you took care of me and God replied, 'Whatever you did for the least of my brothers... you did it to me.'

Please do not pass judgment without seeing my show.»
«Estoy muy agradecida de que mi show fuera tan bien recibido en todo el mundo. Pero parece que hay malas interpretaciones acerca de mi aparición en la cruz y quiero explicarlo una vez por todas.

Hay un segmento en mi espectáculo en el que tres de mis bailarines «confiesan» o comparten experiencias desgarradoras de su niñez que finalmente vencieron. Mi «confesión» sigue y se lleva a cabo en un crucifijo que en última instancia, bajo. Esto no es una burla hacia iglesia. No es diferente a una persona que lleva una cruz o «aceptándola» como dice en la Biblia. Mi interpretación no es ni anti-cristiano, ni sacrílego o blasfemo. Más bien, es mi súplica al público para alentar a la humanidad para ayudarnos unos a otros y ver el mundo unido. Creo en mi corazón que si Jesús estuviera vivo hoy él estaría haciendo lo mismo.

Mi intención específica es para llamar la atención a los millones de niños africanos que mueren cada día, y viven sin cuidados, sin medicinas y sin esperanza. Estoy pidiendo a la gente a abrir sus corazones y mentes para involucrarse en cualquier forma posible. La canción termina con una cita de la Biblia según Mateo: «Porque cuando tuve hambre, y vos me disteis de comer. Yo estaba desnudo, y me disteis ropa. Estuve enfermo, y tú me curasteis, y Dios respondió, lo que hicisteis a uno de los más pequeños de mis hermanos... también me lo hacéis.».

Por favor, no emitan juicios sin ver mi show.»
Madonna.

## Sinopsis

### Tema Ecuestre
- «Future Lovers/I Feel Love»: Las pantallas muestran caballos corriendo y sesiones fotográficas de domadora tomados por Steven Klein y el sonido de lo galopes sacude todo el escenario. La cara de Madonna aparece en las pantallas, citando la introducción de «Future Lovers», mientras que Madonna dice «come with me» y una gigantesca bola de discoteca desciende del techo mientras suena el comienzo de la canción en el más puro estilo tecno.[18] La bola se abre y aparece Madonna desde el interior y da una ligera sonrisa.[15] Ella está vestida con un traje de montar Gaultier, inspirado en el personaje encarnado por la actriz Romy Schneider en la película Ludwig, y lleva una fusta en su mano y una llamativa y elegante cola de caballo colgando de su sombrero. Están en escena también sus bailarines interpretando caballos y sus bailarinas personificando domadoras. Madonna también rinde homenaje a Donna Summer interpretando «I Feel Love» aprovechando la muestra de esta canción utilizada en «Future Lovers».[15][38][39]
- «Get Together»: Después de abrir la gira con «Future Lovers», Madonna canta «Get Together», bailando con dos bailarines. El telón de fondo está en todos los tonos de rojo con las fotos de Steven Klein.[15]
- «Like a Virgin»: Después de años de negarse a tocar esta canción en una gira. Durante la parte del espectáculo ecuestre, le dice a la multitud «¿Están listos para montar conmigo?». Ella se sube encima de una silla de montar mecánica y muestra sus habilidades acrobáticas mientras baila pole dance. Contrariamente a las giras anteriores, esta versión se parece a la versión del álbum, aunque con algunos efectos mayormente dance por Stuart Price. Las pantallas de vídeo muestran escenas de los accidentes de caballo y radiografías de huesos rotos, con un guiño evidente a su accidente de caballo en el verano de 2005.[18][26]
- «Jump»: Las características especiales en esta canción son los bailarines parkour que corren y saltan dentro y fuera de pistas y en los carriles de la pasarela. Madonna, por el contrario sólo camina por el escenario cantando la canción mientras las pantallas muestran buidings, grafiti, utilizados para parkour. Al final de la actuación, Madonna se va hacia el final del escenario donde sale de escena lentamente hasta desaparecer, mientras que los bailarines muestran varias acrobacias en las vallas metálicas.[19][40]

### Tema Beduino / Espiritual
- «Confessions»: Se trata de un intermedio en la que los bailarines escenifican algunas vivencias violentas —experiencias propias de los bailarines comentadas en el documental I'm Going To Tell You A Secret—.[19][40]
- «Live to Tell»: Una cruz de espejos surge desde abajo con Madonna colgada en él. Lleva una blusa roja y pantalones de terciopelo con una corona de espinas en la cabeza. Ella comienza su interpretación de dolor de la balada, mientras un contador en una pantalla sobre ella se inicia rápidamente.[15] Después del segundo coro, el contador se detiene a los 12 millones —número de niños en África que mueren de sida en un año—, y baja de la cruz y canta el puente. Luego, se quita la corona de espinas y se acuesta en el escenario hasta que finaliza la canción.[15]
- «Forbidden Love»: Madonna se levanta lentamente en los tonos de la canción. Realiza varios movimientos alrededor de la cruz, mientras dos bailarines realizan una coreografía con sus extremidades superiores. Los bailarines tenían los símbolos de la estrella de David y la media luna pintada en su cuerpo. Madonna se une a los dos bailarines y realizan la coreografía juntos. Al final, Madonna toma su corona de espinas y desaparece.[18][26]
- «Isaac»: Yitzhak Sinwani empieza cantando el intro «Nin'alu Im» y tocar el shofar con un cuerno. En el escenario principal hay una bailarina vestida con burka danzas dentro de una jaula. Madonna aparece en la parte final de la pasarela e interpreta la canción. Mientras Sinwani cantaba las partes en árabe, Madonna se arrodillaba frente a él. Al terminar, Madonna se acerca a la jaula y libera a la bailarina del burka, que luego corre por la pasarela. Cuatro bailarines se unen a ella con una coreografía grupal.[15][26]
- «Sorry»: Madonna cambia su camisa roja por una chaqueta de cuero marrón. Al igual que el vídeo, Madonna y sus chicas, durante el desglose de los bailarines, se enfrentan con los hombres dentro de la jaula, con Madonna haciendo su coreografía de yoga escalonamiento del vídeo.
- «Like It or Not»: Madonna les dice a al público «El mundo está lleno de gente que habla, que habla, pero ¿cuántos hacen lo que se debe?». El rendimiento es muy básico, con Madonna cantando y realizando varios movimientos en una silla, y se concentra en su voz fuerte. La pantalla detrás de ella se muestra una gran serpiente verde, en clara referencia a la letra.[18]
- «Sorry (remix)»: Un remix del tema del mismo nombre en el que Madonna culpa a los líderes mundiales sobre los problemas que acontecen en el mundo. Enseñando fuertes imágenes de guerra, hambrunas, destrucción de medio ambiente, mientras dice frases como «No digas que los sientes», «Estoy harta de tus mentiras» y «¿Hay alguien escuchando?».[15][18][26]

### TemaGlam, Punk & Rock
- «I Love New York»: Madonna aparece en el escenario con una chaqueta de cuero, con un collar de plumas y un bordado en el sostén de la guitarra eléctrica que dice «I ♥ NY» —Yo amo Nueva York—. Con rascacielos en las pantallas del fondo, Madonna muestra un poderoso rendimiento al rock. Contiene elementos de «I Wanna Be Your Dog» de The Stooges.[26]
- «Ray of Light»: Una vez más acompañada de la guitarra eléctrica.[26] Madonna insta a todos los aficionados a saltar durante la canción. Seis bailarines, vestidos de blanco y negro, llegan al final de la pasarela, realizando una coreografía robótica.[15]
- «Let It Will Be»: Madonna —en su traje negro sin la chaqueta de cuero— muestra un estilo salvaje y enérgico, ella sola en el escenario.[18]
- «Drowned World/Substitute for Love»: Mientras se queda sentada en las escaleras de la pasarela, Madonna canta la canción en una versión acústica. No se muestra ningún vídeo ni coreografía.[40]
- «Paradise (Not for Me)»: Madonna crea un momento íntimo en la gira añadiendo esta canción al repertorio. Yitzhak Sinwani —acompañante en «Isaac», «Drowned World/Substitute for Love» y «La Isla Bonita»— se une a ella, presentado como «mi amigo Isaac», añadiendo un comentario acerca de él. Realizan la canción a dúo tocando una guitarra acústica, mientras Sinwani canta partes en francés, entretanto las pantallas muestran un árbol con pétalos color rosa que caen poco a poco, hasta que se acaban.[15]

### Tema Disco
- «Music Inferno»: Para la parte final del espectáculo, Madonna rinde homenaje a varias estrellas de la música disco. Presenta al comienzo partes de algunas canciones, como «Borderline», «Erotica», «Holiday» y «Dress You Up»,[15] ("The Duck Mixes The Hits"): mostrando imágenes de sus videos; además de una muestra musical de The Trammps del éxito setentero «Disco Inferno» combinado con su tema «Music». En el telón de fondo se ve el vídeo de "Músic Inferno", que no sólo refleja una vuelta de sus propios éxitos, sino que también aparece ella con un ácido vestido rojo. Madonna aparece en el escenario en un elegante traje disco blanco de dos piezas. Baila acompañada de dos bailarinas vestidas de manera similar, mientras que los bailarines salen con atrevidos trajes y hacen una divertida coreografía y difíciles trucos sobre patines de cuatro ruedas.[19]
- «Erotica»: Fue una de las sorpresas de la gira, en la mayor parte de la canción, se utilizan letras de la versión demo, que se conoce como «You Thrill Me». En esta canción Madonna se quita el traje simulando una estríper dejando ver un leotardo blanco con franjas moradas. Posteriormente, se despliega con sus bailarines en una movida y sensual coreografía en un escenario prácticamente a oscuras al estilo "baile de salón".[26]
- «La Isla Bonita»: Con una nueva versión con ritmos tribales. Madonna les anima a sus fanáticos a llevar sus «zapatos de baile» mientras se muestran imágenes tropicales y coloridas en las pantallas. Ella y sus bailarines realizan una de las más enérgicas y exhaustivas coreografías introduciendo distintos tipos de bailes latinos.[26]
- «Lucky Star»: Luego de casi dos décadas, «Lucky Star» se realizó en vivo una vez más. Después de «La Isla Bonita», Madonna simula un sorpresivo desmayo, sus dos coristas van a socorrerla mientras la cubren con una capa con la leyenda «Dancing Queen» en la parte trasera. Ella se para y abre la capa, y en el interior muestra titilantes luces de colores. Madonna estaba acompañada por las coristas sobre todo le escenario mientras bailan. Durante toda la canción se utiliza el sample de «Gimme! Gimme! Gimme! (A Man After Midnight)» —el mismo utilizado en «Hung Up»—, al final, Madonna le pregunta a la audiencia «¿Quieren oír más?» y canta el estribillo de «Hung Up», luego desciende del escenario saliendo de escena.[15][26]
- «Hung Up»: Luego de «Lucky Star» aparecen cuatro bailarines que salen del escenario corriendo y saltando velozmente en los pasillos y barandas de todo el recinto —se aprecia como un interludio mientras Madonna cambia de vestuario— en donde tienen la posibilidad de saludar directamente al público con chocadas de mano hasta que se devuelven al escenario y reaparece nuevamente Madonna sobre una plataforma junto a sus bailarines principales. Vestida con un leotardo púrpura, similar al del video musical, una chaqueta y lentes de sol. Madonna camina hacia el final donde baila sobre una radio —la misma que aparece en los videos de «Hung Up» y «Sorry»—, hasta que miles de globos dorados caen del techo hacia todo el público. Después de esto, Madonna les pide a todos que canten junto con ella la línea de la canción, «Time goes by... so slowly», mientras sus bailarines bailan al ritmo de la coreografía del video musical.[26] Al terminar esto, Madonna regresa al centro del escenario donde rodeada por su grupo de baile y coristas terminan bailando todos juntos. Posteriormente la actuación finaliza y Madonna canta lentamente la línea «I'm tired of waiting on you», mientras en la pantalla aparece un texto que dice: «Have You Confessed?» (¿Se han confesado?)"[15][26]

## Grabaciones y emisiones
El show fue filmado en el Wembley Arena de Londres el 15 y 16 de agosto de 2006. Después de los planes fallidos con HBO, The Confessions Tour - Live from London, se emitió el 22 de noviembre de 2006 en la cadena NBC. En la versión transmitida en televisión, se omitieron las actuaciones del interludio «Sorry» (Remix), «Drowned World/Substitute for Love», «Paradise (Not For Me)» y «Lucky Star». En los Estados Unidos, la representación de «Live to Tell» fue censurada, en su lugar se muestra el video de fondo. Madonna no aparece hasta bajar de la cruz. Fuera de los Estados Unidos, la presentación no fue censurada. En el Reino Unido el concierto fue emitido en Channel 4 y más tarde en E4.
En enero de 2007, Warner Bros. Records lanzó The Confessions Tour en paquete DVD+CD. Después de su lanzamiento, el álbum alcanzó la cima de las listas oficiales de varios países de Europa y América, también logró entrar a los diez primeros en el Reino Unido y Canadá. También alcanzó la posición número quince en la lista Billboard 200 en Estados Unidos. The Confessions Tour ganó una Grammy en la categoría de Mejor Video de Larga Duración en la 50.ª Edición de los Premios Grammy. Un libro de fotográfico de Guy Oseary —representante de Madonna—, titulado Madonna: Confessions fue lanzado en octubre de 2008 durante Sticky & Sweet Tour. El libro contiene más de 250 imágenes nunca antes vistas fotografiadas durante la gira y tras bambalinas. Todas las ganancias del autor del libro fueron donados a Raising Malawi, una fundación sin ánimo de lucro con fines de ayudar a niños huérfanos de Malaui.

## Lista de canciones
1. «Future Lovers/I Feel Love»
2. «Get Together»
3. «Like a Virgin»
4. «Jump»
5. «Confessions»(video interludio) (contiene elementos de «Live to Tell»)
6. «Live to Tell»
7. «Forbidden Love»
8. «Isaac»
9. «Sorry» (Pet Shop Boys Remix)
10. «Like It or Not»
11. «Sorry» (remezcla) (video interludio)
12. «I Love New York»
13. «Ray of Light»
14. «Let It Will Be» (Paper Faces Mix)
15. «Drowned World/Substitute for Love»
16. «Paradise (Not For Me)»
17. «The Duck Mixes The Hits»  (video interludio) (contiene extractos de «Borderline», «Erotica», «Dress You Up», «Holiday» y «Disco Inferno»)
18. «Music Inferno» (contiene elementos de «Disco Inferno» y extractos de «Where's the Party»)
19. «Erotica» (versión remezclada basada en la demo inédita «You Thrill Me»)
20. «La isla bonita»
21. «Lucky Star» (contiene elementos de «Gimme! Gimme! Gimme! (A Man After Midnight)» y extractos de «Hung Up»)
22. «Hung Up» (contiene elementos de «Lucky Star»)

## Fechas de la gira
| Norteamérica             |               |                 |                         |
| 21 de mayo de 2006       | Los Ángeles   | Estados Unidos  | The Forum               |
| 23 de mayo de 2006       | Los Ángeles   | Estados Unidos  | The Forum               |
| 24 de mayo de 2006       | Los Ángeles   | Estados Unidos  | The Forum               |
| 27 de mayo de 2006       | Las Vegas     | Estados Unidos  | MGM Grand Garden Arena  |
| 28 de mayo de 2006       | Las Vegas     | Estados Unidos  | MGM Grand Garden Arena  |
| 30 de mayo de 2006       | San José      | Estados Unidos  | HP Pavilion             |
| 31 de mayo de 2006       | San José      | Estados Unidos  | HP Pavilion             |
| 3 de junio de 2006       | Los Ángeles   | Estados Unidos  | Staples Center          |
| 5 de junio de 2006       | Fresno        | Estados Unidos  | Save Mart Center        |
| 6 de junio de 2006       | Fresno        | Estados Unidos  | Save Mart Center        |
| 8 de junio de 2006       | Phoenix       | Estados Unidos  | Glendale Arena          |
| 10 de junio de 2006      | Phoenix       | Estados Unidos  | Glendale Arena          |
| 14 de junio de 2006      | Chicago       | Estados Unidos  | United Center           |
| 15 de junio de 2006      | Chicago       | Estados Unidos  | United Center           |
| 18 de junio de 2006      | Chicago       | Estados Unidos  | United Center           |
| 19 de junio de 2006      | Chicago       | Estados Unidos  | United Center           |
| 21 de junio de 2006      | Montreal      | Canadá          | Bell Centre             |
| 22 de junio de 2006      | Montreal      | Canadá          | Bell Centre             |
| 25 de junio de 2006      | Hartford      | Estados Unidos  | Hartford Civic Center   |
| 26 de junio de 2006      | Hartford      | Estados Unidos  | Hartford Civic Center   |
| 28 de junio de 2006      | Nueva York    | Estados Unidos  | Madison Square Garden   |
| 29 de junio de 2006      | Nueva York    | Estados Unidos  | Madison Square Garden   |
| 2 de julio de 2006       | Nueva York    | Estados Unidos  | Madison Square Garden   |
| 3 de julio de 2006       | Nueva York    | Estados Unidos  | Madison Square Garden   |
| 6 de julio de 2006       | Boston        | Estados Unidos  | TD Banknorth Garden     |
| 9 de julio de 2006       | Boston        | Estados Unidos  | TD Banknorth Garden     |
| 10 de julio de 2006      | Boston        | Estados Unidos  | TD Banknorth Garden     |
| 12 de julio de 2006      | Filadelfia    | Estados Unidos  | Wachovia Center         |
| 13 de julio de 2006      | Filadelfia    | Estados Unidos  | Wachovia Center         |
| 16 de julio de 2006      | Atlantic City | Estados Unidos  | Boardwalk Hall          |
| 18 de julio de 2006      | Nueva York    | Estados Unidos  | Madison Square Garden   |
| 19 de julio de 2006      | Nueva York    | Estados Unidos  | Madison Square Garden   |
| 22 de julio de 2006      | Miami         | Estados Unidos  | American Airlines Arena |
| 23 de julio de 2006      | Miami         | Estados Unidos  | American Airlines Arena |
| Europa                   |               |                 |                         |
| 30 de julio de 2006      | Cardiff       | Reino Unido     | Millennium Stadium      |
| 1 de agosto de 2006      | Londres       | Reino Unido     | Wembley Arena           |
| 3 de agosto de 2006      | Londres       | Reino Unido     | Wembley Arena           |
| 6 de agosto de 2006      | Roma          | Italia          | Olympic Stadium         |
| 9 de agosto de 2006      | Londres       | Reino Unido     | Wembley Arena           |
| 10 de agosto de 2006     | Londres       | Reino Unido     | Wembley Arena           |
| 12 de agosto de 2006     | Londres       | Reino Unido     | Wembley Arena           |
| 13 de agosto de 2006     | Londres       | Reino Unido     | Wembley Arena           |
| 15 de agosto de 2006     | Londres       | Reino Unido     | Wembley Arena           |
| 16 de agosto de 2006     | Londres       | Reino Unido     | Wembley Arena           |
| 20 de agosto de 2006     | Düsseldorf    | Alemania        | LTU Arena               |
| 22 de agosto de 2006     | Hannover      | Alemania        | AWD Arena               |
| 24 de agosto de 2006     | Horsens       | Dinamarca       | Forum Horsens Stadion   |
| 27 de agosto de 2006     | París         | Francia         | Bercy                   |
| 28 de agosto de 2006     | París         | Francia         | Bercy                   |
| 30 de agosto de 2006     | París         | Francia         | Bercy                   |
| 31 de agosto de 2006     | París         | Francia         | Bercy                   |
| 3 de septiembre de 2006  | Ámsterdam     | Países Bajos    | Ámsterdam Arena         |
| 4 de septiembre de 2006  | Ámsterdam     | Países Bajos    | Ámsterdam Arena         |
| 6 de septiembre de 2006  | Praga         | República Checa | Sazka Arena             |
| 7 de septiembre de 2006  | Praga         | República Checa | Sazka Arena             |
| 12 de septiembre de 2006 | Moscú         | Rusia           | Luzhniki Stadium        |
| Japón                    |               |                 |                         |
| 16 de septiembre de 2006 | Osaka         | Japón           | Kyocera Dome Osaka      |
| 17 de septiembre de 2006 | Osaka         | Japón           | Kyocera Dome Osaka      |
| 20 de septiembre de 2006 | Tokio         | Japón           | Tokyo Dome              |
| 21 de septiembre de 2006 | Tokio         | Japón           | Tokyo Dome              |

Conciertos cancelados y/o reprogramados
| 11 de septiembre de 2006 | Moscú, Rusia | Universidad Estatal de Moscú | Reprogramado para el 12 de septiembre de 2006, debido a problemas de seguridad. |

### Recaudación de la gira
| Lugar                   | Ciudad        | Boletos disponibles / vendidos | Recaudación monetaria (en $) |
| ----------------------- | ------------- | ------------------------------ | ---------------------------- |
| The Forum               | Los Ángeles   | 40 044 / 40 044 (100%)         | $16 686 380                  |
| MGM Grand Garden        | Las Vegas     | 27 528 / 27 528 (100%)         | $10 257 750                  |
| HP Pavilion             | San José      | 27 024 / 27 024 (100%)         | $9 761 555                   |
| Staples Center          | Los Ángeles   | 14 158 / 14 158 (100%)         | $2 804 583                   |
| Save Mart Center        | Fresno        | 20 154 / 20 154 (100%)         | $3 749 800                   |
| Glendale Arena          | Phoenix       | 28 820 / 28 820 (100%)         | $7 890 090                   |
| United Center           | Chicago       | 52 000 / 52 000 (100%)         | $9 271 790                   |
| Bell Centre             | Montreal      | 34 940 / 34 940 (100%)         | $9 670 150                   |
| Hartford Civic Center   | Hartford      | 21 558 / 21 558 (100%)         | $9 451 235                   |
| Madison Square Garden   | Nueva York    | 91 841 / 91 841 (100%)         | $16 507 855                  |
| TD Banknorth Garden     | Boston        | 36 741 / 36 741 (100%)         | $6 337 115                   |
| Wachovia Center         | Filadelfia    | 29 749 / 29 749 (100%)         | $4 639 775                   |
| Boardwalk Hall          | Atlantic City | 12 322 / 12 322 (100%)         | $3 246 100                   |
| American Airlines Arena | Miami         | 30 410 / 30 410 (100%)         | $7 568 485                   |
| Millennium Stadium      | Cardiff       | 55 795 / 55 795 (100%)         | $9 788 845                   |
| Wembley Arena           | Londres       | 86 061 / 86 061 (100%)         | $24 090 582                  |
| Stadio Olimpico         | Roma          | 63 054 / 63 054 (100%)         | $13 268 886                  |
| LTU Arena               | Dusseldorf    | 44 744 / 44 744 (100%)         | $10 926 105                  |
| AWD Arena               | Hannover      | 39 871 / 39 871 (100%)         | $5 218 985                   |
| Horsens Forum Outdoor   | Horsens       | 85 232 / 85 232 (100%)         | $11 435 199                  |
| Bercy                   | París         | 67 758 / 67 758 (100%)         | $11 145 832                  |
| Ámsterdam Arena         | Ámsterdam     | 102 330 / 102 330 (100%)       | $11 783 254                  |
| Sazka Arena             | Praga         | 37 666 / 38 342 (98%)          | $5 861 668                   |
| Luzhniki Stadium        | Moscú         | 37 939 / 37 939 (100%)         | $5 548 998                   |
| Kyocera Dome Osaka      | Osaka         | 50 623 / 50 623 (100%)         | $14 379 553                  |
| Tokyo Dome              | Tokio         | 71 231 / 71 231 (100%)         | $19 463 877                  |
|                         | TOTAL         | 1 209 593 / 1 210 269 (~100%)  | $194 754 447                 |